# One Time, One Night
One Time, One Night utkom 1988 och är ett studioalbum av countryduon Sweethearts of the Rodeo från USA.

## Låtlista
1. "Satisfy You" (Janis L. Oliver-Gill/Donald A. Schlitz Jr) - 2:40
2. "Blue to the Bone" (Michael T. Garvin/Bucky E. Jones) - 2:54
3. "We Won't Let That River Come Between Us" (Walter H. Wilson Jr/Kevin S. Welch) - 3:00
4. "So Sad" (To Watch Good Love Go Bad)" (Don Everly) - 3:08
5. "Don't Look Down" (Wendy Waldman/Lindsey Buckingham) - 2:51
6. "One Time, One Night" (David Kent Hidalgo/Louis Frausto Perez) - 3:18
7. "You Never Talk Sweet" (Janis L. Oliver-Gill/Donald A. Schlitz Jr) - 2:38
8. "I Feel Fine" (John Lennon/Paul McCartney) - 2:36
9. "If I Never See Midnight Again" (Donald A. Schlitz/William C. Bickhardt) - 3:12
10. "Gone Again" (Janis L. Oliver-Gill/P. Gail Davies) - 3:31
11. "Until I Stop Dancing" (Troy H. Seals/Stephen C. Buckingham/Howard Shore) - 3:18